# 대야동 (군포시)
대야동(大夜洞)은 대한민국 경기도 군포시 서남부에 있는 동이다. 안산시, 의왕시와 경계를 접한다. 동쪽으로는 수리동, 오금동, 군포2동, 송부동과 경계를 접하고 있다. 대야미동의 대야미역 인근 지역이 중심지로 인구가 집중되어 있다.

## 역사
1577년부터 1906년까지 경기도 광주군 북방면의 지역이었는데, 1906년 안산군에 편입되었다가 1914년 4월 1일 부군면 통폐합에 따라 수원군 반월면에 편입되었다.
1949년 8월 수원읍이 수원시로 승격하면서 화성군 반월면이 되었으며, 1994년 12월 26일 군포시에 편입되어 이를 관할로 대야동이 설치되었다.
군포송정지구 개발에 따라 2018년부터 도마교동의 인구가 빠르게 증가하였는데, 2021년 7월에 군포로의 동남쪽 지역(군포송정지구)과 군포2동에 속했던 부곡동의 남부 지역(부곡지구)을 관할로 '송부동'이 설치되어 분리되었다.

## 법정동
- 둔대동
- 속달동
- 대야미동

## 교육
- 군포대야초등학교
- 둔대초등학교

## 주요 기관
- 한국전력공사 서서울전력소
- 대야파출소

## 아파트
| 단지명           | 건설사   | 시행사               | 주소 | 입주       | 비고 |
| ---------------- | -------- | -------------------- | ---- | ---------- | ---- |
| 대야미 e편한세상 | 대림산업 | 대야대림지역주택조합 |      | 2008년 6월 |      |

## 문화재
- 김만기 묘역 - 경기도 기념물 제131호

## 교통
- 수도권 전철 4호선 대야미역
- 영동고속도로 군포 나들목

## 문화재
- 정난종 선생 묘 및 신도비외 묘역일원 - 경기도 기념물 제115호

## 기타
- 갈치저수지
- 반월저수지
- 죽암천
- 반월천